# Allendorf (Rhein-Lahn-Kreis)
Allendorf (Ausspracheⓘ) ist eine Ortsgemeinde im Rhein-Lahn-Kreis in Rheinland-Pfalz. Sie gehört der Verbandsgemeinde Aar-Einrich an.

## Geographie
Allendorf liegt ca. 1,6 km Luftlinie östlich von Katzenelnbogen im westlichen Hintertaunus. Der Weg über die Kreisstraße 54 und Landesstraße 322 ist etwa 2 km lang.
Die Hälfte des Gemeindegebiets wird landwirtschaftlich genutzt, ein Drittel ist Waldfläche.

## Geschichte
Der Ort wurde 1259 erstmals urkundlich erwähnt und gehörte bis Anfang des 19. Jahrhunderts zur Niedergrafschaft Katzenelnbogen. 1806 wurde das Dorf dem Herzogtum Nassau zugeordnet. 1847 wurden die letzten Reste der Grundherrschaft durch Zahlung einer Abfindungssumme beseitigt. Ab 1866 war Allendorf preußisch und kam 1946 zum damals neu gebildeten Land Rheinland-Pfalz. 1972 kam es im Zuge der rheinland-pfälzischen „Funktional- und Gebietsreform“ zur Bildung der Verbandsgemeinde Katzenelnbogen, der die Ortsgemeinde Allendorf bis 2019 angehörte und die dann in der Verbandsgemeinde Aar-Einrich aufging.
Bevölkerungsentwicklung
Die Entwicklung der Einwohnerzahl von Allendorf, die Werte von 1871 bis 1987 beruhen auf Volkszählungen:
| Jahr | Einwohner |
| 1815 | 218       |
| 1835 | 299       |
| 1871 | 334       |
| 1905 | 358       |
| 1939 | 353       |
| 1950 | 370       |

| Jahr | Einwohner |
| 1961 | 404       |
| 1970 | 470       |
| 1987 | 539       |
| 1997 | 587       |
| 2005 | 681       |
| 2023 | 590       |

### Die von Allendorf
Die niederadlige Familie von Allendorf ist mehr als 300 Jahre lang in zahlreichen Funktionen in der erweiterten Region nachweisbar. Ihr Wappen zeigte in Silber einen roten Herzschild begleiutet von einem goldenen Ring im rechten Obereck. Ältestes fassbares Mitglied ist Dietrich von Katzenelnbogen, der im Jahr 1258 erstmals erwähnt wird. Sein Sohn Heinrich von Katzenelnbogen, genannt vom Turm, nannte sich im Jahr 1276 erstmals „von Allendorf“. Der letzte Namensträger wird letztmals im Jahr 1594 erwähnt. Bedeutende Mitglieder waren Henne (von 1422 bis 1445 erwähnt), Burggraf von Burg Rheinfels, Kraft († 4. Oktober 1474), Schultheiß zu Mainz, Kraft († 29. März 1560), kurtrierischer Haushofmeister, Heinrich († 26. Mai 1557) Domherr zu Mainz, und Hans Heinrich († 1576), Obervogt zu Tuttlingen.
Anfangs stand das Haus in enger Verbindung zu den Grafen von Katzenelnbogen, später zu Kurmainz und dem Haus Nassau. Entsprechend der langen Existenz des Hauses waren die Besitzungen weit über die entsprechenden Herrschaftsbereiche gestreut, mit einem Schwerpunkt um Katzenelnbogen herum.

## Politik

### Gemeinderat
Der Gemeinderat in Allendorf besteht aus zwölf Ratsmitgliedern, die bei der Kommunalwahl am 9. Juni 2024 in einer personalisierten Verhältniswahl gewählt wurden, und der ehrenamtlichen Ortsbürgermeisterin als Vorsitzender.
Die Sitzverteilung im Gemeinderat:
| Wahl | SPD | WGS * | Gesamt   |
| ---- | --- | ----- | -------- |
| 2024 | 7   | 5     | 12 Sitze |
| 2019 | 7   | 5     | 12 Sitze |
| 2014 | 7   | 5     | 12 Sitze |
| 2009 | 5   | 7     | 12 Sitze |
| 2004 | 5   | 7     | 12 Sitze |

### Bürgermeister
Martina Schrage (SPD) wurde am 25. Juli 2024 Ortsbürgermeisterin von Allendorf. Bei der Direktwahl am 9. Juni 2024 war sie als einzige Bewerberin mit einem Stimmenanteil von 73,3 % für fünf Jahre gewählt worden. Die Wahlbeteiligung lag bei 74,3 %.
Schrages Vorgänger Lars Denninghoff (SPD), seit 2022 auch Bürgermeister der Verbandsgemeinde Aar-Einrich, hatte das Amt 2014 übernommen und kandidierte nach einer Wiederwahl 2019 bei der Wahl 2024 nicht erneut als Ortsbürgermeister. Zuvor hatte Klaus Stein das Amt von 2004 bis 2014 inne.

### Wappen
| Wappen von Allendorf | Blasonierung: „In Silber ein rotes Schild, belegt mit goldenen schräggekreuzten Hammer und Schlägel, begleitet im rechten Obereck von einem schwarzumrandeten goldenen Ring.“                                         |
| Wappen von Allendorf | Wappenbegründung: Hammer und Schlägel weisen auf den früheren Bergbau auf dem Eisensteinfeld und in der Grube Zollhaus hin. Der Ring ist aus dem Wappen der ortsansässigen niederadeligen „von Allendorf“ übernommen. |

## Kultur und Sehenswürdigkeiten
Im Nordosten der Gemarkung liegt ein Teil des Naturschutzgebiets Hohlenfelsbachtal.
Siehe auch: Liste der Kulturdenkmäler in Allendorf

## Wirtschaft und Infrastruktur
Mit Stand 2007 gibt es drei landwirtschaftliche Betriebe mit durchschnittlich 43 ha landwirtschaftlich genutzter Fläche, 1971 waren es noch 20 Betriebe mit durchschnittlich 7 ha Fläche.
Der Ort verfügt über ein Gemeindehaus, einen kommunalen Kindergarten und eine Freiwillige Feuerwehr.
Durch Allendorf verläuft die Kreisstraße 54.